# Improvvisazione 11
Improvvisazione 11 è un dipinto a olio su tela (97,5x106,5 cm) realizzato nel 1910 dal pittore Vasily Kandinsky.
È conservato nel Museo di Stato Russo di San Pietroburgo.
Il dipinto descrive la partenza di una barca a vela sul mare agitato.